# Pavel Priloutchny
Pavel Priloutchny (en russe : Павел Валерьевич Прилучный), né le 5 novembre 1987 à Chymkent dans l'Union soviétique), est un acteur et russe.

## Filmographie partielle
- 2009 : Hooked 2 (На игре 2: Новый уровень) de Pavel Sanaev
- 2012 : Le Rossignol-Brigand (Соловей-разбойник) de Egor Baranov
- 2012 : En attendant la mer (В ожидании моря) de Bakhtiar Khudojnazarov
- 2013 : Dark World: Equilibrium (Тёмный мир: Равновесие) de Oleg Assadulin
- 2018 : Frontier (Рубеж) de Dmitri Tiourine
- 2019 : L'Union du salut (Союз спасения) de Andreï Kravtchouk
- 2021 : V2. Escape From Hell (Девятаев) de Timour Bekmambetov